# Каморетский заказник
Каморетский заказник (укр. Каморетський заказник) — общезоологический заказник общегосударственного значения, расположенный на юге Корюковского района (Черниговская область, Украина). Заказник создан 28 октября 1974 года. Площадь — 515 га. Код (государственный кадастровый номер) — 5А00000Ж0008. Находится под контролем Черниговского гослесхоза.

## История
Был создан решением Постановления Совета Министров УССР от 28 октября 1974 года № 500.

## Описание
Расположен на территории меандрированного русла Десны на территории кварталов 94-102 Березнянского лесничества, что на крайнем юге Корюковского района. На территории заказника расположены пойменные озёра (старицы) Комарет и частично Тихая Десна.
Заказник создан с целью охраны растительных группирований типичных для поймы Десны, смешанных лесов, пойменных лесных, болотных и водных комплексов, редких животных, занесённых в Красную книгу Украины.
Распределение земель:
- леса площадью 372 га
  - в том числе лесные культуры — 13,9 га
- земли без растительности — 5,7 га
- болота — 46 га
- водоёмы — 27,7 га
- сенокосы — 49,7 га

Ближайший населённый пункт — село Дереловка Корюковского района Черниговской области Украины, город — Мена.

## Природа
Заказник представляет собой сочетание равнинных участков с изредка волнистыми и холмистыми элементами рельефа центральной широкой поймы. Камаретский заказник имеет научную ценность для сохранения генофонда дубрав, прежде всего их остатков в пойме Десны, и охраны пойменно-лесного, болотного и околоводного фаунистических комплексов.

### Растительный мир
Встречаются отдельные столетние деревья. Тут расположены настоящие дубравы (лещино-конвалиевые, крушиново-конвалиевые, лещиново-разностравные), осичники (на месте вырубанных дубрав), чёрноольшанники и вербняки с густым подлеском из ивы трёхтычинковой, заросли которые подходят к водному зеркалу озера.
Древесный ярус дубрав формирует дуб черешчатый (Quercus robur) I—II бонитета высотою 22-24 м и его субдоминанта: осина (Populus tremula), вяз голый (Ulmus glabra), липа серецевидная (Tilia cordata). Древесный ярус формируют такие виды лещина обыкновенная (Corylus avellana), свидина крававо-красная (Swida sanguined), бересклет европейский (Euonymus europaea), смородина чёрная (Ribes nigrum). Виды травяного яруса: ландыш майский (Convallaria majalis), вербейник обыкновенный (Lysimachia vulgaris), кирказон ломоносовидный (Aristolochia clematitis), цирцея обычная (Circaea lutetiana) и прочие.
Флора заказника насчитывает более 300 видов сосудистых растений. Тут встречаются 12 редких видов сосудистых растений, из них 6, занесённые в Красную книгу Украины: дремлик тёмно-красный (Epipactis atrorubens), пальчатокоренник мясо-красный (Dactylorhiza incarnata), гнездовка настоящая (Neottia nidusavis), сальвиния плавающая (Salvinia natans), лилия лесная (Lilium martagon), зозулиные слёзы яйцевидные (Listera ovaidj); и 6 видов региональной охраны: шпажник черепинчастый (Gladiolus imbricatus), ирис сибирский (Iris sibirica), синюха голубая (Polemonium caeruleum), горечавка лёгочная (Gentiana pneumonanthe), голокучник обыкновенный (Gymnocarpium dryopteris), кувшинка чисто-белая (Nymphaea Candida). Также присутствуют сообщества (ценозы), занесённые в Зелёную книгу Украины, такие как кувшинки снежно-белые и прочие.

### Животные
Старицы Десны — место одной из наибольших колоний бобра на Украине. Среди животных также обитают косуля, ласка лесная, лисица, свинья дикая, заяц и т. д. Орнитофауна (главным образом гнездящихся и оседлых) состоит из лесных и водно-болотных комплексов.